# Зинн (Гессен)
Зинн (нем. Sinn (Hessen)) — община в Германии, в земле Гессен. Подчиняется административному округу Гиссен. Входит в состав района Лан-Дилль.  Население составляет 6494 человека (на 31 декабря 2010 года). Занимает площадь 18,73 км².